# 반응 진행 속도론 분석
reaction progress kinetic analysis (RPKA)
Catalytic kinetics and catalyst resting state

## 정류 상태 근사
정류 상태 근사(steady-state approximation)
어떤 단계가 속도 결정 단계(R.D.S.)인지 모를 때 사용한다.
중간체가 낮은 농도에서 일정한 농도로 유지된다고 가정한다. 특정 중간체의 농도가 일정하기 때문에, 그 중간체의 소모 속도와 생성 속도가 같다고 가정할 수 있다. 이 가정을 바탕으로 식을 세워 푼다.
https://web.archive.org/web/20180105071800/https://chem.libretexts.org/Core/Physical_and_Theoretical_Chemistry/Kinetics/Reaction_Mechanisms/Steady-State_Approximation 참조.

## 사전 평형 근사
사전 평형 근사(pre-equilibrium approximation)란 복잡한 반응 메커니즘을 나타내는 반응 속도식을 간단하게 나타내는데 유용한 가정이다. 반응이 다단계이고 속도 결정단계가 첫번째 단계가 아닌 경우, 그 중에서도 특별히 느린 반응 단계, 즉 속도 결정 단계(R.D.S.)가 있는 경우 적용이 가능하다. 반응 물질이 두 가지인 경우의 간단한 사전평형 가정 근사는 다음과 같다.
```
           k
1
             k
2
      
    A+B   ---->     I     --->   P
          <----  
           k
1
'
```

k1은 첫단계의 정반응 속도 상수,  k1'는 첫 단계의 역반응의 속도 상수, k2는 최종단계 속도 상수이다. 반응물질과 중간체 간의 변환속도가 빠르며 생성물질로 변화하는 과정은 상대적으로 느리다. 한편, 반응의 중간체가 생성되는 속도와 다시 반응물질로 되돌아가는 속도가 생성물질로 변하는 속도보다 훨씬 빠른 경우 반응물질과 중간체가 사전평형을 이루고 있다고 가정할 수 있다. 이는 k1'가 k2보다 상당히 빠를 때 성립하며, k2가 가장 느리므로 속도 결정단계는 두번째 단계이다. 이때 사전평형에서의 평형상수를 K = k1/k1'라고 하면 중간체의 농도[I]를 [A],[B]로 표현할 수 있다.
[I] = (k1/k1')[A][B]
두 번째 단계가 속도 결정단계이므로 이에 따른 최종반응속도 식은 다음과 같다.  
d[P]/dt = (k1k2/k1')[A][B]

## 포화 속도론
Saturation kinetics
미하엘리스-멘텐 속도론 문서 참조.

## 촉매 유휴 상태에서의 변화
Changes in catalyst resting state

## 같이 보기
- 화학 반응속도론
- 효소 반응속도론
- 모노드식
- 반응 메커니즘
- 정상 상태 (화학)